# Aktives Museum Faschismus und Widerstand in Berlin
Das Aktive Museum Faschismus und Widerstand in Berlin e. V. ist ein gemeinnütziger Verein mit dem Ziel der „Aufklärung, insbesondere der Jugend, über die deutsche, speziell die Berliner Geschichte der NS-Zeit und die Entwicklungen der deutschen Geschichte, die die Machtübertragung an die Nationalsozialisten ermöglichten wie auch über die Folgen und Kontinuitäten in der Zeit nach 1945“.

## Geschichte

### Gestapogelände
Das Aktive Museum ging 1983 aus einer Bürgerinitiative hervor, die ein Veranstaltungsprogramm zum 50. Jahrestag der Machtübertragung an die Nationalsozialisten am 30. Januar 1933 organisierte. In den folgenden Jahren konzentrierte sich das Engagement des Vereins zunächst auf das Prinz-Albrecht-Gelände in Berlin-Kreuzberg, wo die Gestapo bis 1945 ihren Hauptsitz hatte.
Das Gelände lag damals brach und wurde als Schuttablageplatz und zum Autofahren ohne Führerschein benutzt. Der Verein brachte diesen Zustand in den 1980er Jahren zur Sprache und engagierte sich mit anderen Initiativen und Gruppen mittels Aktionen und Demonstrationen für einen Denkort auf dem Gelände. So wurde am 5. Mai 1985, dem „Tag von Bitburg“, öffentlichkeitswirksam eine Grabung entlang der vermuteten Grundmauern des Gebäudes der Gestapo-Zentrale organisiert, was eine professionelle archäologische Untersuchung im Jahr darauf zur Folge hatte. 1989 feierte der Verein eine symbolische Grundsteinlegung für ein Aktives Museum auf dem Gelände, um Handlungsdruck auf die Politik zu erzeugen.

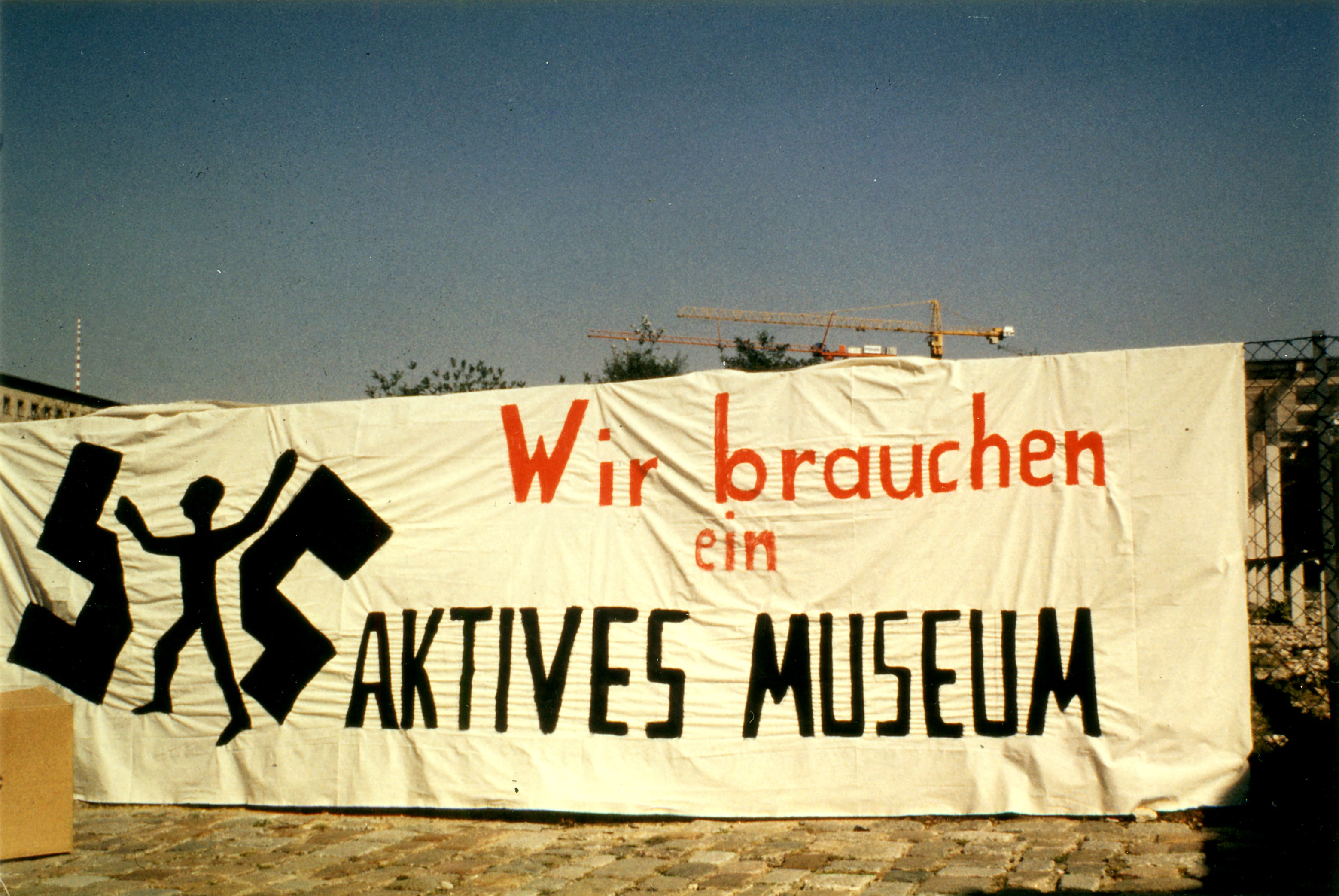
Symbolische Grundsteinlegung am 1. September 1989

Mit dieser Gründungsgeschichte steht das Aktive Museum in der Tradition der Geschichtswerkstätten und ist ein Beispiel eines Geschichtsvereins, der aus der Bewegung der „Geschichte von unten“ hervorging.
Auch nach der erfolgten Gründung der Stiftung Topographie des Terrors dauerte es noch Jahrzehnte bis zur Eröffnung des heutigen Dokumentationszentrums. Das Aktive Museum machte wiederholt auf den Stillstand des Projekts aufmerksam. So organisierte es 2004 eine Mahnwache gegen den Baustopp des Zumthor-Entwurfs. Heute arbeiten Vorstand und Geschäftsführung in den Ausschüssen der Stiftung mit und begleiten deren inhaltliche Arbeit.

### „Gedenkzeichen“ im Stadtraum

#### „Gedenktafelguerilla“
In den folgenden Jahren erkannte der Verein, dass in Berlin neben dem Gestapo-Gelände auch an anderen Orten Bedarf für Erinnerungszeichen an die Zeit des Nationalsozialismus besteht und weitete sein Engagement aus.
In der ersten Hälfte der 1990er Jahre bemüht er sich darum, Spuren der jüngeren deutschen Geschichte im Ostteil Berlins zu erhalten und zu markieren, bei für notwendig erachteten Umgestaltungen mitzuwirken oder neue Erinnerungszeichen zu setzen. In dieser Zeit erwarb sich das Aktive Museum den Beinamen „Gedenktafel-Guerilla“: Mit eigenhändig montierten Ersatz-Gedenktafeln oder kommentierenden Ergänzungsschildern zu Namen von Straßen, die nach der Wende umbenannt wurden, wollte der Verein dazu beitragen, die historischen und politischen Brüche seit 1933 konkret erfahrbar zu machen und die damit verbundenen Widersprüchlichkeiten zu erhalten.

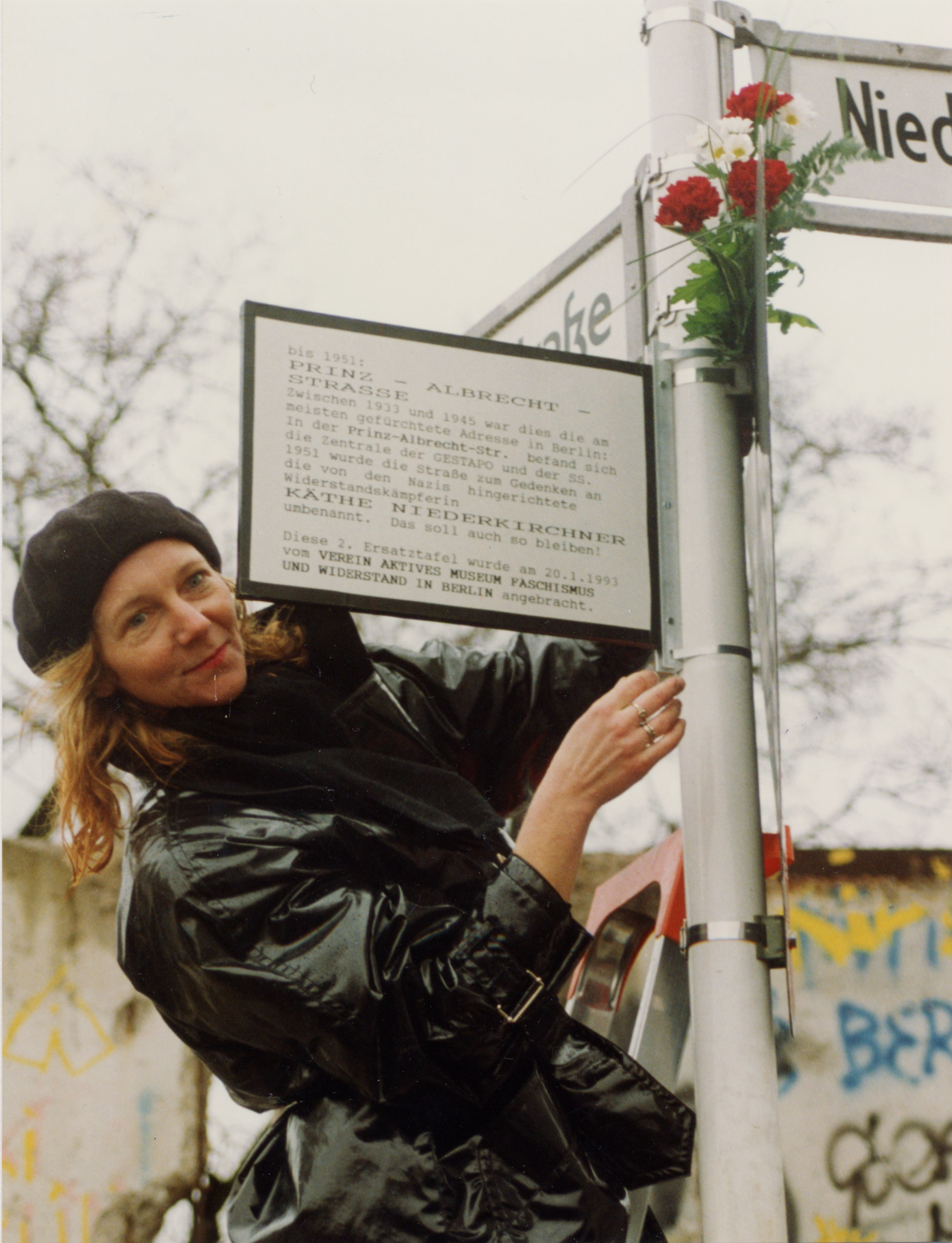
Das Straßenergänzungsschild zur Niederkirchnerstraße informierte über die formalige Prinz-Albrecht-Straße, 20. Januar 1993

In den 1990er Jahren fassten zudem mehrere vom Aktiven Museum herausgegebene Publikationen zum Thema Gedenktafeln und Erinnerungszeichen den Stand der Dinge in Berlin für ein Fachpublikum und Interessierte zusammen. Anknüpfend daran erschien im Jahr 2022 als erster Band einer neuen Reihe das Buch Text im Raum. Berlingeschichte verortet im Verbrecher Verlag.

#### Koordinierungsstelle Stolpersteine Berlin
Anknüpfend an das stadträumliche und Gedenktafel-Engagement des Vereins wird die seit 2005 bestehende, vorher in Regie des damaligen Bezirksmuseums Friedrichshain-Kreuzberg (heute FHXB Friedrichshain-Kreuzberg Museum) und des Bezirksmuseums Mitte geführte Koordinierungsstelle Stolpersteine Berlin seit 2012 im Aktiven Museum dauerhaft fortgeführt. Sie ist die Kontaktstelle zwischen dem Künstler Gunter Demnig, den bezirklichen Initiativen, den Stolpersteinpaten und den Angehörigen der Opfer und darüber hinaus die zentrale Anlaufstelle für Stolpersteinanfragen und -anträge in Berlin.
In den Jahren 2012 und 2013 hat die Koordinierungsstelle zusammen mit Kulturprojekte Berlin GmbH zwei Bände mit Kiezspaziergängen publiziert. Außerdem bietet sie pädagogisches Begleitmaterial für Stolperstein-Projekte an Schulen an.
Zusammen mit dem Zentrum für Zeithistorische Forschung Potsdam organisierte die Koordinierungsstelle Stolpersteine Berlin am 21. und 22. Februar 2019 eine Tagung unter dem Motto: „Steine des Anstoßes oder normiertes Ritual? Zur Rolle des Stolperstein-Projektes in den Erinnerungskonflikten der Gegenwart“.

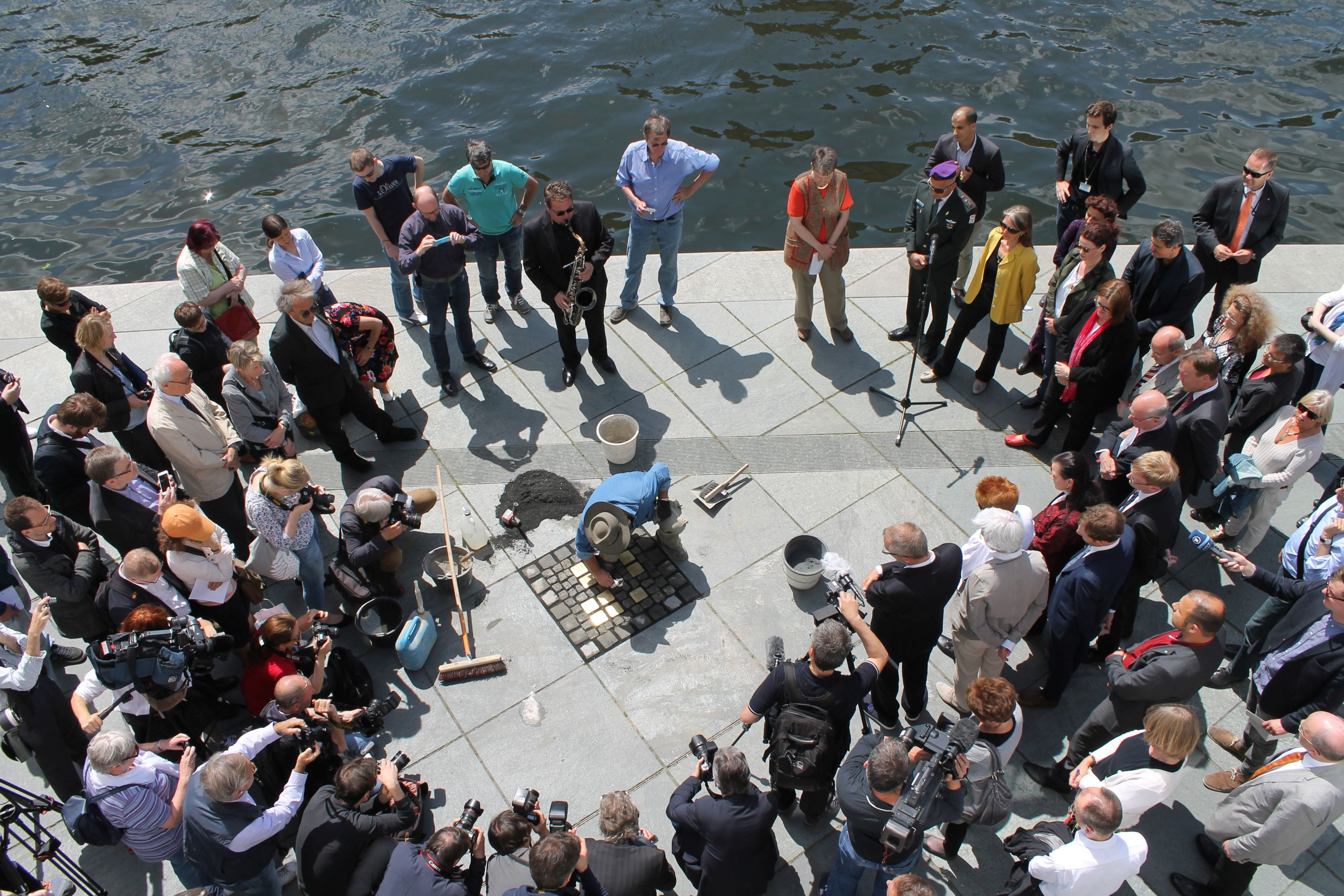
Am 9. Juni 2015 wurden zehn Stolpersteine am Marie-Elisabeth-Lüders-Ufer durch Gunter Demnig verlegt. Die Bundestagsfraktionen hatte die Patenschaften für die Steine übernommen.

#### Koordinierungsstelle Historische Stadtmarkierungen
Das Vorgehen der „Gedenktafelguerilla“ professionalisierte sich mit den Jahren. Neben dem ehrenden Erinnern an Persönlichkeiten wie Wolfgang Szepansky durch Gedenktafeln stellt der Verein auch historische Informationstafeln auf, beispielsweise 2013 auf der Insel Schwanenwerder.
Seit 2014 ist das Aktive Museum an der Realisierung des sogenannten Berliner Gedenktafelprogramms thematisch und organisatorisch beteiligt.
2021 wurde die Koordinierungsstelle historische Stadtmarkierungen unter dem Dach des Aktiven Museums eröffnet. Seither gehört auch die „Einrichtung von Orten der Erinnerung an Persönlichkeiten, Institutionen und Ereignisse aus Geschichte und Kultur in Berlin in Form von Informations- und Gedenktafeln und anderen historischen Stadtmarkierungen“ zum Betätigungsfeld des Vereins. Engagierte können sich mit Vorschlägen für neue Gedenktafeln oder weiteren Ideen für Erinnerungszeichen im Berliner Stadtraum an die Koordinierungsstelle wenden, die auch außerhalb des Berliner Gedenktafelprogramms beratend und unterstützend tätig ist.

### Thematisierung des Exils 1933–1945
Ab Mitte der 1990er Jahre entwickelte sich die Erforschung des deutschsprachigen Exils zwischen 1933 und 1945 zu einem Schwerpunkt der Arbeit des Aktiven Museums. Mehrere Ausstellungen und Publikationen widmeten sich Menschen, die auf der Flucht vor nationalsozialistischer Verfolgung emigrierten. Dabei standen bisher unterrepräsentierte Bevölkerungsgruppen und Exilländer im Fokus wie beispielsweise die Türkei, Shanghai oder Mexiko. Auch internationale Hilfsnetzwerke und Helfer wie Varian Fry wurden erstmals einem breiten Publikum vorgestellt.

## Arbeitsweise
Das Aktive Museum hat in eigener Herausgeberschaft sowie in Kooperation mit anderen Berliner Einrichtungen zahlreiche Ausstellungsprojekte realisiert. Die Inhalte werden in wechselnden Arbeitsgruppen erstellt, die auch für Nicht-Mitglieder offen sind. In der Regel sind die Ausstellungen als Wanderausstellungen konzipiert mit Stationen innerhalb Berlins, deutschlandweit oder auch international. Bei der Themenwahl gilt als Kriterium, dass es sich um eine bisher vernachlässigte Geschichte oder um marginalisierte Gruppen handeln soll. In der Regel werden die Ausstellungsinhalte auch in einem begleitenden Katalog publiziert.

### Die Ausstellungen in chronologischer Reihenfolge

#### 1945: Jetzt wohin? Exil und Rückkehr …nach Berlin? (1995)
Die erste große Ausstellung des Aktiven Museums wurde vom 1. Mai bis 15. Juli 1995 als Open-Air-Ausstellung auf dem Gelände des ehemaligen Anhalter Bahnhofs in Berlin-Kreuzberg gezeigt, von wo tausende Berliner ins Exil flohen. Dafür wurden mehr als 70 Biografien prominenter und nicht-prominenter Berliner recherchiert und jeweils dargestellt, warum sie nach 1945 zurückkehrten oder nicht.

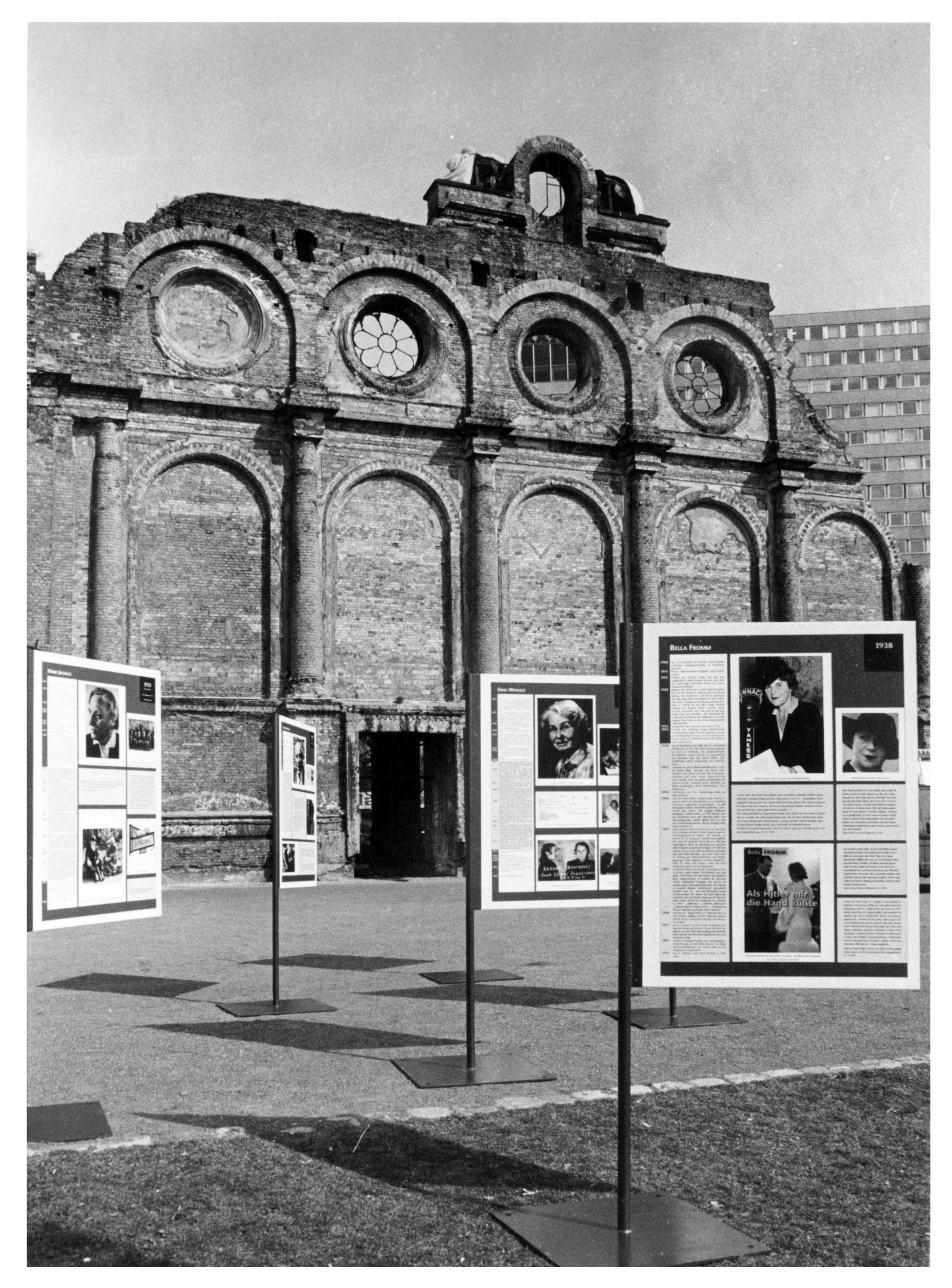
Am 1. Mai 1995 wurde die Open-Air-Ausstellung 1945: Jetzt wohin? am Anhalter Bahnhof eröffnet.

#### Leben im Wartesaal. Exil in Shanghai 1938–1947 (1997)
Diese Ausstellung thematisierte das Exil in Shanghai und wurde vom 4. Juli bis 24. August 1997 im Jüdischen Museum Berlin im Martin-Gropius-Bau gezeigt.

#### Haymatloz. Exil in der Türkei 1933–1945 (2000)
Rund 1.000 Emigranten fanden zwischen 1933 und 1945 Zuflucht in der Türkei: Hunderte deutscher Wissenschaftler, Politiker und Künstler emigrierten damals auf Einladung der dortigen Regierung in die Türkei, um als Experten an der Modernisierung aller gesellschaftlichen und kulturellen Bereiche der jungen Republik mitzuwirken. Nach ihrer Ausbürgerung aus dem Deutschen Reich schrieben die türkischen Behörden den Flüchtlingen das Wort „Haymatloz“ in ihre türkischen Fremdenpässe. Das Wort ging schließlich als Lehnwort in die türkische Sprache ein.
Die Ausstellung wurde erstmals vom 8. Januar bis 20. Februar 2000 in der Akademie der Künste Berlin am Hanseatenweg gezeigt und ist seitdem als bundesweite Wanderausstellung mit Dutzenden Stationen, zuletzt in Gelsenkirchen, Gladbeck, Würzburg, Aschaffenburg, Celle, Bamberg, Kassel, Herten, Siegen und Fürstenfeldbruck zu sehen.

#### Vor die Tür gesetzt. Im Nationalsozialismus verfolgte Berliner Stadtverordnete und Magistratsmitglieder (2005)
Die Ausstellung entstand auf Anregung des Berliner Senats und des Abgeordnetenhauses anlässlich des 60. Jahrestags des Kriegsendes 1945. Sie dokumentiert anhand von 32 ausgewählten Biografien mit persönlichen Zeugnissen, Bildern und Dokumenten die Lebenswege von Parlamentariern und Kommunalpolitikern, die aus ganz unterschiedlichen Gründen verfolgt wurden, ins Exil gingen oder Haft und Tod erleiden mussten. Sie zeigt exemplarisch auch, wie die parlamentarische Demokratie in Deutschland 1933 zerstört wurde. Dies geschieht in Form einer Chronik der Geschichte des Berliner Stadtparlaments, das am 20. März 1919 erstmals im Berliner Rathaus zusammentrat und am 27. Juni 1933 zu seiner letzten Sitzung zusammenkam.
Die Ausstellung wurde zunächst vom 30. September bis 30. November 2005 im Roten Rathaus, dann vom 8. Juni bis 8. Juli 2006 im Berliner Abgeordnetenhaus gezeigt.

#### Ohne zu zögern… Varian Fry: Berlin – Marseille – New York (2007)
Anlässlich des 100. Geburtstags des bis dato wenig bekannten Fluchthelfers Varian Fry bereitete des Aktive Museum eine umfangreiche Würdigung seiner Person und der Hilfsorganisation Emergency Rescue Committee vor. Fry half zwischen 1940 und 1942 etwa 1500 Personen, darunter viele Künstler, bei der Flucht über Marseille in die USA. Die Ausstellung wurde auch in überregionalen Medien besprochen. Unter anderem berichteten die NZZ, arte, die taz, die FAZ, Der Tagesspiegel, der Deutschlandfunk und der WDR ausführlich.
Sie wurde vom 18. November bis 30. Dezember 2007 in der Akademie der Künste Berlin am Pariser Platz gezeigt, dann ab 2008 als Wanderausstellung im Kongresszentrum Davos, im Maison Heinrich Heine in Paris, im Kunsthaus Viernheim, in der Ehemaligen Synagoge Röbel/Müritz, im Stadtgeschichtlichen Museum im Kröpeliner Tor in Rostock, im Dokumentationszentrum Prora auf Rügen, im Rathaus Würzburg, in der Mahn- und Gedenkstätte Steinwache in Dortmund, in den Volkshochschulen Leverkusen und Osnabrück, in den Stadtmuseen von Erlangen und Ludwigshafen und abschließend bis Freitag, den 13. Mai 2016 in der Universitätsbibliothek der FernUniversität Hagen.

#### Verraten und verkauft. Jüdische Unternehmen in Berlin 1933–1945 (2008)
Die Ausstellung zeigte die Repression gegen jüdische Unternehmen und deren Überlebensstrategien. Sie war in Zusammenarbeit mit einer Forschungsgruppe der Humboldt-Universität erstellt und anlässlich des 70. Jahrestags des Pogroms von 1938 eröffnet worden. Es wurde eine englische Version mit dem Titel Final Sale. The End of Jewish Owned Businesses in Nazi Berlin erstellt und ab 2010 im Leo-Baeck-Institute New York, an der Hebrew University Jerusalem und an den Universitäten in Boston und Stockton, NJ, gezeigt. Der Katalog zur Ausstellung ist vergriffen, aber in einer digitalen Version auf Deutsch verfügbar.

#### Gute Geschäfte. Kunsthandel in Berlin 1933–1945 (2011)
Anhand der Geschichte von vierzehn Berliner Kunsthandlungen zeigt die Ausstellung beispielhaft, wie die Maßnahmen der nationalsozialistischen Kunst- und Kunsthandelspolitik auf eine bis dahin weitgehend unabhängige Branche wirkten. Neben einigen prominenten Häusern werden auch kleine, bisher weitgehend unbekannte Galerien dokumentiert. Dabei wird auch ein Blick auf die Zeit nach 1945 und hier besonders auf die (zumeist nicht erfolgte) Restitution verfolgungsbedingt entzogener Kunstwerke gerichtet.
Die Ausstellung eröffnete am 10. April 2011 in der Stiftung Neue Synagoge – Centrum Judaicum und wurde dann auch im Landesarchiv Berlin, im Haus am Kleistpark und schließlich bis zum 30. Juni 2013 im Mitte Museum gezeigt. Der Katalog zur Ausstellung ist vergriffen. Ausgewählte Inhalte der Ausstellung sind in gekürzter Form auch auf der Berlin History App zu sehen.

#### „Meine eigentliche Universität war Auschwitz“. Joseph Wulf zum 100. Geburtstag (2012)
Joseph Wulf (1912–1974) war jüdischer Widerstandskämpfer und Auschwitz-Überlebender. Seinem Leben und Wirken ist diese Ausstellung gewidmet.
Wulf forderte 1965 die Einrichtung eines „Internationalen Dokumentationszentrums zur Erforschung des Nationalsozialismus und seiner Folgeerscheinungen“ in der Villa, in der am 20. Januar 1942 die sog. Wannsee-Konferenz stattgefunden hatte. Für dieses Vorhaben fand er zwar weltweit prominente Unterstützer, der West-Berliner Senat war jedoch nicht bereit, das Gebäude freizugeben. Nach jahrelangen ergebnislosen Verhandlungen löste sich der Verein schließlich im März 1973 auf.
Die Wiederaufnahme der Ideen von Wulf in den 1980er Jahren und die Eröffnung des Hauses als Gedenk- und Bildungsstätte zum 50. Jahrestag der Wannsee-Konferenz im Januar 1992 hat Joseph Wulf, der sich 1974 das Leben nahm, nicht mehr erleben können.
Gezeigt wurde sie vom 2. Dezember 2012 bis 30. September 2014 in der Gedenk- und Bildungsstätte Haus der Wannsee-Konferenz, dann anlässlich des 40. Todestages von Joseph Wulf vom 21. Oktober bis zum 18. Dezember 2014 im Foyer des Jüdischen Gemeindehauses in der Charlottenburger Fasanenstraße.

#### Letzte Zuflucht Mexiko. Gilberto Bosques und das deutschsprachige Exil nach 1939 (2012)
Anhand von 25 ausgewählten Biografien, neun Thementafeln und zwei Medienstationen erzählt die Ausstellung von der Rettungsaktion des mexikanischen Diplomaten Gilberto Bosques (1892–1995), vom Leben der Berliner Exilanten im fernen Mexiko und von ihrer Rückkehr in das zerstörte Nachkriegsdeutschland.
Die Ausstellung war vom 3. Dezember 2012 bis 14. April 2013 in der Akademie der Künste Berlin am Pariser Platz zu sehen, dann als Wanderausstellung im Maison Heinrich Heine in Paris, in der Universitätsbibliothek der FernUniversität Hagen, im Gewerkschaftshaus in Wolfsburg, im Rathaus von Eppertshausen, im Instituto Cervantes in Frankfurt/Main, in der Mexikanischen Botschaft in Berlin, in der Galerie im Georgshof der Alfred Toepfer Stiftung in Hamburg und im Rathaus Berlin-Kreuzberg.

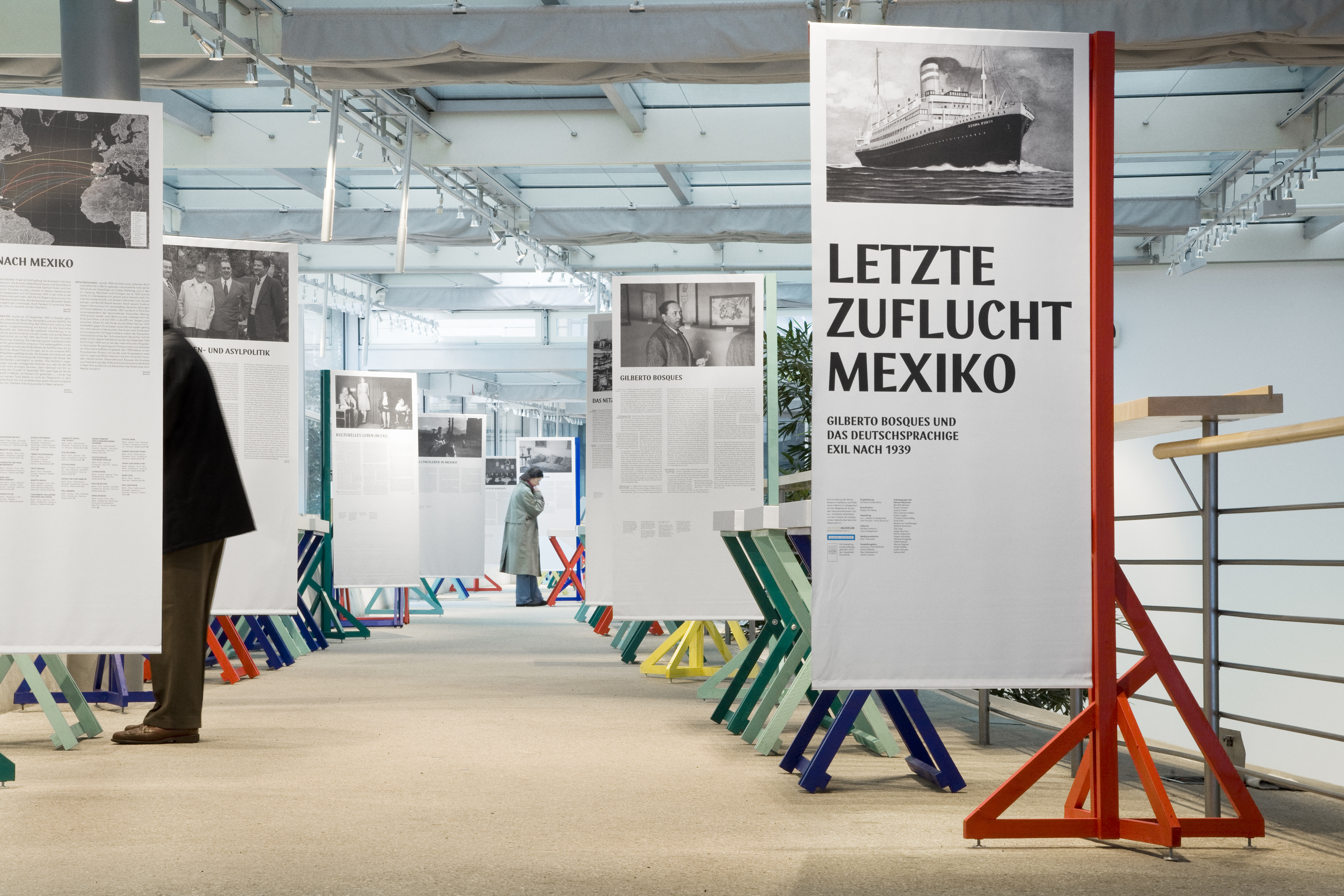
Die Ausstellung „Letzte Zuflucht Mexiko“ wurde 2012 zuerst in der Akademie der Künste gezeigt.

#### Verfahren. „Wiedergutmachung“ im geteilten Berlin (2015)
Das zähe Ringen um angemessene Formen von Entschädigung und Rückerstattung erzählt von der Suche nach gangbaren Verfahren im Angesicht beispielloser Verbrechen und davon, wie mit den Opfern des Nationalsozialismus nach 1945 „verfahren“ wurde. Die Ausstellung blickt anhand von 27 exemplarischen Einzelfällen aus Ost- und West-Berlin auf die vielen Dimensionen der Verfahren zur Wiedergutmachung.
Die Ausstellung entstand in Zusammenarbeit mit der Gedenkstätte Deutscher Widerstand. Sie wurde dort vom 9. Oktober 2015 bis 14. Januar 2016 gezeigt, dann folgten Stationen im Hauptfoyer des Landgerichts Berlin / Amtsgericht Mitte in der Littenstraße 12–17 und in der Deutschen Richterakademie Tagungsstätte Wustrau.

#### „Abgesägt. Im Nationalsozialismus verfolgte Kommunalpolitikerinnen und -politiker in Steglitz und Zehlendorf 1933–1945“ (2016)
Zusammen mit dem Kulturamt Steglitz-Zehlendorf entstanden, nähert sich diese Ausstellung erstmals dem Thema der NS-verfolgten Abgeordneten in Berlin auf Bezirksebene. Im Mittelpunkt stehen die Biografien von 14 Parlamentariern. Fotografien und Dokumente erzählen von den politischen und beruflichen Aktivitäten vor Ort und den Verfolgungen im Nationalsozialismus.
Gezeigt wurde sie zwischen dem 14. Oktober 2016 und 30. Dezember 2016 in der Galerie Schwartz'sche Villa, dann der Zehlendorfer Teil vom 28. Februar bis zum 31. März 2017 im Heimatmuseum Zehlendorf und vom 16. Mai bis 6. Juli 2018 in der Gedenk- und Bildungsstätte Haus der Wannsee-Konferenz.

#### „Ausgeblendet. Der Umgang mit NS-Täterorten in West-Berlin“ (2017) und „Ausgegrenzt. NS-Täterorte in Ostberlin“ (2020)
Im Stadtbild Berlins finden sich heute zahlreiche Gedenkstätten, Dokumentationszentren und Mahnmale, die an die nationalsozialistischen Verbrechen erinnern. Der Einrichtung vieler dieser Orte – gerade, wenn es sich um sogenannte Täterorte handelt – ging jedoch eine lange Geschichte des Ausblendens und Verschweigens sowie politischer Auseinandersetzungen voraus. Die Ausstellung erzählt von diesem schwierigen Prozess und dem großen Engagement einzelner Menschen und Initiativen für eine angemessene Erinnerungskultur in West- und Ost-Berlin or und nach der deutschen Wiedervereinigung im Jahr 1990.
Beide Ausstellungen hatten zahlreiche Stationen innerhalb Berlins. Die Eröffnung der Ausstellung „Ausgegrenzt. NS-Täterorte in Ostberlin“ fand 2020 im Haus des Bankenvereins in der Berliner Burgstraße – dem historischen Sitz des Deportationsreferats der Berliner Gestapo, in dem 1942/43 unter anderem Alois Brunner arbeitete.

#### Ausgewiesen! Berlin, 28. Oktober 1938. Die Geschichte der „Polenaktion“ (2018)
In der Ausstellung „Ausgewiesen! Berlin, 28. Oktober 1938“ wird die Geschichte von sechs jüdischen Berliner Familien vor, während und nach dem 28. Oktober 1938 erzählt. Für die meisten Familien war dies der Tag, an dem sie für immer auseinandergerissen wurden.
Gezeigt werden neben Dokumenten der Verfolgung und Ermordung auch private Familienfotos, die das Leben vor der Ausweisung dokumentieren oder vom Weiterleben nach 1945 erzählen. Die Biografien der vorgestellten Familien wurden unter Mitarbeit von Studierenden der Berliner Universitäten recherchiert und aufgearbeitet.
Die Eröffnung war am 8. Juli 2018 in der Stiftung Neue Synagoge Berlin – Centrum Judaicum, ein umfangreiches Begleitprogramm wurde zusätzlich angeboten. Anschließend wanderte die Ausstellung nach Warschau. Seither wandert sie in einer erweiterten Version durch Deutschland und wird in englischer Übersetzung auch international gezeigt.

#### Berliner Bibliotheken im Nationalsozialismus (2018)
Die Ausstellung nimmt exemplarisch sieben ganz unterschiedliche Berliner Bibliotheken in den Blick: Welche Sammlungen wurden von den Nationalsozialisten zerschlagen, welche Einrichtungen geschlossen? Was geschah mit verbotener Literatur in Volksbüchereien und wie ging man in wissenschaftlichen Bibliotheken damit um? Welche Wege nahm das Raubgut von Verfolgten, wer hat davon profitiert? Auch die Ausgrenzung von Nutzern sowie die Entlassung und Diskriminierung von Bibliothekspersonal kommen zur Sprache. Die Ausstellung ist in Kooperation mit der Gedenk- und Bildungsstätte Haus der Wannsee-Konferenz entstanden.
Stationen: 29. Mai – 31. Oktober 2018 in der Gedenk- und Bildungsstätte Haus der Wannsee-Konferenz, zwischenzeitlich vom 12. bis zum 15. Juni 2018 im Foyer des Estrel Congress Centers in Berlin-Neukölln, anlässlich des 107. Deutschen Bibliothekartages, danach zahlreiche weitere Orte in Berlin.

#### Immer wieder? Extreme Rechte und Gegenwehr in Berlin nach 1945 (2019)
Seit der Selbstenttarnung des Nationalsozialistischen Untergrunds (NSU) im Jahr 2011 und den rassistischen Mobilisierungen durch Einzelpersonen, Gruppierungen und Parteien scheint die extreme Rechte in der Bundesrepublik präsent wie nie zuvor. Tatsächlich ist sie jedoch kein neues Phänomen – auch nicht in Berlin.
Die Ausstellung erzählt exemplarisch von zehn Ereignissen, die unterschiedlichen Aktionsfeldern der extremen Rechten in Berlin zuzuordnen sind. Gleichzeitig dokumentiert sie den gesellschaftlichen Widerstand.
Die Ausstellung entstand zusammen mit dem Apabiz und ist, nach zahlreichen Stationen in verschiedenen Berliner Bezirken, auch online zu sehen.

#### umbenennen?! Ein kooperatives Ausstellungsprojekt zu Berlins Straßennamen in Geschichte und Gegenwart (2025/26)
Das Ausstellungsprojekt entstand als Idee im Arbeitskreis der Berliner Regionalmuseen (ABR): Alle zwölf Berliner Bezirke wollen in ihren Museen und kommunalen Ausstellungsräumen die Geschichten ihrer Straßenumbenennungen seit den 1920er Jahren erzählen. Das Aktive Museum übernahm für das Projekt die Gesamtkoordination. Die Ausstellung, die im Laufe der Jahre 2025 und 2026 durch die Berliner Bezirke wandern und jeweils mit stadtteilbezogenen Informationen ergänzt wird, eröffnet erstmals am 27. März 2025 in Steglitz-Zehlendorf.

### Digitale Projekte und Kooperationen
Das Aktive Museum hat gemeinsam mit berlinHistory e. V. an der Entwicklung von CrowdCuratio mitgewirkt, einem digitalen Tool für die Planung von Ausstellungen sowie v. a. die Realisierung und Veröffentlichung von einfachen Webprojekten, das besonders für Kooperationsprojekte geeignet ist. Ein Blog dokumentiert das Projekt. Außerdem ist der Verein mit einzelnen Ausstellungsinhalten in der berlinHistory-App vertreten.
Die im Jahr 2023 vorgestellte Ausstellung „Zwangsräume. Antisemitische Wohnungspolitik in Berlin 1939–1945“ wurde als partizipatives Online-Ausstellungsprojekt konzipiert. Eine Arbeitsgruppe aus Vereinsmitgliedern sowie Bewohnerinnen und Bewohnern von Häusern, in denen sich sogenannte „Judenwohnungen“ befanden, recherchierte Hausgeschichten und Biografien ehemaliger Nachbarn, die zwangsweise dorthin hatten umziehen müssen. Das Projekt wurde für den Grimme Online Award nominiert. Im Oktober 2024 erschien ein Begleitband zur Ausstellung.
Im Mai 2025 wird eine weitere Online-Ausstellung freigeschaltet: „Nachgegraben revisited“. Vierzig Jahre nach der „Nachgegraben“-Aktion auf dem ehemaligen Gestapo-Gelände in Berlin-Kreuzberg, bei der Aktivistinnen und Aktivisten die Sichtbarmachung dieses historischen Täterortes forderten, soll an ihr Engagement und den Erfolg erinnert werden, der einen erinnerungspolitischen Paradigmenwechsels nach sich zog.

### Salon
Der Verein richtet zweimal im Jahr einen Salon aus, in dem aktuelle Fragen der Erinnerungskultur diskutiert werden. Dieser Salon steht allen Interessierten offen.

## Geschäftsstelle, Bibliothek und Archiv
Seit 1990 wird der Verein durch das Land Berlin institutionell gefördert. Erster Vorsitzender des am 10. Juni 1983 formal gegründeten Vereins war Gerhard Schoenberner, dann folgten Leonie Baumann, Christine Fischer-Defoy und Christoph Kreutzmüller.
Die Geschäftsstelle des Vereins befindet sich in der Gedenkstätte Deutscher Widerstand. Dort befinden sich auch eine Präsenzbibliothek und ein Dokumentationsarchiv. Letzteres enthält eine umfangreiche Zeitungsausschnittsammlung zum Thema Umgang mit der Geschichte des Nationalsozialismus in Berlin (Ortsmarkierungen, NS-Verfolgte u. v. a.) sowie ein biografisches Archiv zur Geschichte der Emigration aus Berlin zwischen 1933 und 1945.

## Veröffentlichungen
- Aktives Museum und Neue Gesellschaft für bildende Kunst (Hrsg.): Erhalten, zerstören, verändern? Denkmäler der DDR in Ost-Berlin (= Schriftenreihe des Aktiven Museums. 1). Berlin 1990, ISBN 3-926796-14-6.
- Stefanie Endlich: Denkort Gestapogelände (= Schriftenreihe des Aktiven Museums. 2). Berlin 1990.
- Martin Schönfeld: Gedenktafeln in Ost-Berlin. Orte der Erinnerung an die Zeit des Nationalsozialismus (= Schriftenreihe des Aktiven Museums. 4). Berlin 1991.
- Kulturamt Prenzlauer Berg und Aktives Museum Faschismus und Widerstand in Berlin e. V. (Hrsg.): Mythos Antifaschismus – Ein Traditionskabinett wird kommentiert. Berlin 1992, ISBN 3-86153-035-X.
- Daniela Büchten und Anja Frey (Hrsg.): Im Irrgarten Deutscher Geschichte. Die Neue Wache 1818 bis 1993 (= Schriftenreihe des Aktiven Museums. 5). Berlin 1993.
- Martin Schönfeld: Gedenktafeln in West-Berlin. Orte der Erinnerung an Verfolgte des Nationalsozialismus (= Schriftenreihe des Aktiven Museums. 6). Berlin 1993.
- Verein Aktives Museum (Hrsg.): 1945: Jetzt wohin? Exil und Rückkehr. Berlin 1995.
- Verein Aktives Museum (Hrsg.): Haymatloz: Exil in der Türkei 1933–1945. Ausstellungskatalog. Berlin 2000.
- Georg Armbrüster, Michael Kohlstruck, Sonja Mühlberger (Hrsg.): Exil Shanghai 1938–1947. Jüdisches Leben in der Emigration (= Schriftenreihe des Aktiven Museums. 7). Hentrich und Hentrich, Teetz 2000, ISBN 3-933471-19-2 (mit Erstveröffentlichung von 14,800 Eintragungen der Ausländerliste der japanischen Fremdenpolizei auf CD-ROM).
- Christiane Hoss, Martin Schönfeld (Hrsg.): Gedenktafeln in Berlin. Orte der Erinnerung an Verfolgte des Nationalsozialismus 1991–2001 (= Schriftenreihe des Aktiven Museums. 9). Berlin 2002.
- Verein Aktives Museum (Hrsg.): Vor die Tür gesetzt. Im Nationalsozialismus verfolgte Berliner Stadtverordnete und Magistratsmitglieder. Red.: Christine Fischer-Defoy, Kurzbiografien von Christiane Hoss. Berlin 2006, ISBN 3-00-018931-9.
- Aktives Museum Faschismus und Widerstand in Berlin e. V. (Hrsg.): Ohne zu zögern. Varian Fry: Berlin – Marseille – New York. 2., verbesserte Auflage. Berlin 2008, ISBN 978-3-00-022946-6.
- Christoph Kreutzmüller, Kaspar Nürnberg (Hrsg.): Verraten und verkauft. Jüdische Unternehmen in Berlin 1933–1945. 2., verbesserte Auflage. Berlin 2009, ISBN 978-3-00-026811-3.
- Christine Fischer-Defoy, Kaspar Nürnberg (Hrsg.): Gute Geschäfte. Kunsthandel in Berlin 1933–1945. Berlin 2011, ISBN 978-3-00-034061-1.
- Matthias Haß: Das Aktive Museum und die Topographie des Terrors (= Topographie des Terrors. Notizen. Band 4). Berlin 2012, ISBN 978-3-942271-65-3.
- Aktives Museum Faschismus und Widerstand in Berlin e. V. (Hrsg.): Letzte Zuflucht Mexiko. Gilberto Bosques und das deutschsprachige Exil nach 1939. Berlin 2012, ISBN 978-3-00-039767-7.
- Koordinierungsstelle Stolpersteine Berlin (Hrsg.): Stolpersteine in Berlin. Pädagogisches Begleitmaterial, Berlin 2015.
- Aktives Museum Faschismus und Widerstand in Berlin e. V. / Gedenk- und Bildungsstätte Haus der Wannsee-Konferenz (Hrsg.): Berliner Bibliotheken im Nationalsozialismus. Berlin 2018.
- Aktives Museum Faschismus und Widerstand in Berlin e. V. / Koordinierungsstelle Stolpersteine Berlin (Hrsg.): Stolpersteine in Berlin. Zwölf Kiezspaziergänge. 6. Auflage. Berlin 2018.
- Aktives Museum Faschismus und Widerstand in Berlin e. V. / Koordinierungsstelle Stolpersteine Berlin (Hrsg.): Stumbling Stones in Berlin. 12 Neighborhood Walks. 3. Auflage. Berlin 2018 (englisch).
- Aktives Museum Faschismus und Widerstand in Berlin e. V. / Koordinierungsstelle Stolpersteine Berlin (Hrsg.): Stolpersteine in Berlin #2. Zwölf Kiezspaziergänge. 4. Auflage. Berlin 2018.
- Alina Bothe, Gertrud Pickhan (Hrsg.): Ausgewiesen! Berlin, 28.10.1938. Die Geschichte der „Polenaktion“. Metropol Verlag, Berlin 2018.
- Aktives Museum Faschismus und Widerstand in Berlin e. V. / apabiz e. V. (Hrsg.): Immer wieder? Extreme Rechte und Gegenwehr in Berlin nach 1945. Berlin 2019.
- Aktives Museum Faschismus und Widerstand in Berlin e. V. / Gedenk- und Bildungsstätte Haus der Wannsee-Konferenz (Hrsg.): „Meine eigentliche Universität war Auschwitz“. Joseph Wulf – Pionier der Holocaustforschung. Berlin 2019.
- Aktives Museum Faschismus und Widerstand in Berlin e. V. / Gedenk- und Bildungsstätte Haus der Wannsee-Konferenz (Hrsg.): Ausgeblendet. Der Umgang mit NS-Täterorten in Ost- und West-Berlin. Berlin 2020.
- Aktives Museum Faschismus und Widerstand in Berlin e. V. / Gedenk- und Bildungsstätte Haus der Wannsee-Konferenz (Hrsg.): „Berlin lebt auf!“ Pressemeldungen zum Nachkrieg. Berlin 2020.
- Stefanie Endlich: Text im Raum. Berlingeschichte verortet. Hrsg. vom Aktiven Museum Faschismus und Widerstand in Berlin e. V., Verbrecher Verlag, 2022.
- Akim Jah, Christoph Kreuzmüller: Zwangsräume. Antisemitische Wohnungspolitik in Berlin 1939–1945. Metropol Verlag, Berlin 2024.
- Rundbrief. (aktives-museum.de [sämtliche Rundbriefe ab Nummer 1, Dezember 1987]).